# 류희찬
류희찬(柳喜纂)은 대한민국의 교육인이다.

## 학력
- 1975년 : 서울고등학교 졸업
- 1980년 : 서울대학교 수학교육과 이학사
- 1983년 : 서울대학교 대학원 수학교육학과 교육학 석사
- 1989년 : 템플대학교 대학원 수학교육전공 교육학 박사

## 약력
- 한국교육개발원 교육과정부 연구원
- 한국교육개발원 컴퓨터연구센터 책임연구원
- 한국교원대학교 수학교육과 교수
- 대한수학교육학회 편집장
- 펜실베이니아 주립대학교 방문교수
- 제10차 아시아수학교육공학회 조직위원장
- 제12차 세계수학교육자대회 IPC 위원 겸 공동조직위원장
- 대한수학교육학회 회장
- 한국교원대학교 총장

| 전임 김주성 | 제10대 한국교원대학교 총장 2016년 3월 14일 ~ 2020년 3월 13일 | 후임 김종우 |